# Баст, Амеде де
Луи Амеде де Баст (фр. Louis Amédée de Bast; 8 сентября 1795 года, Париж — 18 августа 1892 года, Триэль-сюр-Сен) — французский офицер, участник наполеоновских войн и литератор.

## Творчество
Написал огромное количество романов и повестей:
- «Le Mameluck de la Grenouillère» (1829),
- «Les Carosses du Roi» (1836);
- «La Galére de M. de Vivone» (1848);
- «Fornarina» (1849);
- «Les Deux Renégats» (1834) и многие др.

Кроме того, ему принадлежат:
- «Galeries du Palais de Justice de Paris, moeurs, usages, coutumes, traditions judiciaires» (1851);
- «Origines judiciares, essai historique, anecdotique et moral sur les notaires, les avouées etc.» (1855 г.).